# Sistema antigo de numeração de rodovias federais do Brasil
O sistema antigo ou primeiro sistema de numeração de rodovias federais do Brasil foi criado no final dos anos 40. O sistema de numeração começou a mudar em 1964 e durou até 1973.  
As rodovias, que possuiam numeração sequencial, eram divididas em quatro categorias:
- Radiais: consideradas a partir da então Capital Federal, Rio de Janeiro. A numeração ia de BR-1 até BR-6.
- Longitudinais: consideradas no sentido norte-sul. A numeração ia de BR-7 até BR-21.
- Transversais: consideradas no sentido leste-oeste. A numeração ia de BR-22 até BR-54.
- Diversas: Não possuíam direcionamento definido. A numeração ia de BR-55 até BR-105.

No quadro a seguir, a descrição das rodovias:
| #      | Trecho                                                                                 | Nome popular                                                | Número atual                                                         |
| ------ | -------------------------------------------------------------------------------------- | ----------------------------------------------------------- | -------------------------------------------------------------------- |
| BR-1   | Rio - Entroncamento (Avenida Brasil)                                                   | Avenida Brasil                                              | BR-101                                                               |
| BR-2   | Rio - São Paulo - Curitiba - Porto Alegre - Jaguarão                                   | Via Dutra, Régis Bittencourt                                | BR-116                                                               |
| BR-3   | Rio - Petrópolis - Juiz de Fora - Belo Horizonte - Montes Claros - Juazeiro            | Washington Luís, União e Indústria                          | BR-040, BR-135                                                       |
| BR-4   | Rio - Além Paraíba - Feira de Santana                                                  | Rodovia Rio-Bahia                                           | BR-116                                                               |
| BR-5   | Rio - Campos - Vitória - Feira de Santana                                              | Rodovia Rio-Vitória, Rodovia Rio-Bahia (litorânea)          | BR-101                                                               |
| BR-6   | Rio - Santos - Joinville                                                               | Rodovia Rio-Santos                                          | BR-101                                                               |
| BR-7   | Belo Horizonte - Brasília                                                              | Rodovia Belo Horizonte-Brasília                             | BR-040                                                               |
| BR-8   | Luiz Correia - São Raimundo Nonato - BR-39                                             | -                                                           | -                                                                    |
| BR-9   | Areia Branca - Brejo da Cruz - BR-23                                                   | -                                                           | BR-110                                                               |
| BR-10  | Macau - Campina Grande - Atalaia                                                       | -                                                           | BR-104                                                               |
| BR-11  | João Pessoa - Recife - Maceió - Aracaju - Feira de Santana                             | -                                                           | BR-101                                                               |
| BR-12  | Natal - Paulo Afonso - Salvador                                                        | -                                                           | BR-110                                                               |
| BR-13  | Fortaleza - Icó - Feira de Santana                                                     | -                                                           | BR-116                                                               |
| BR-14  | Belém - Araguaína - Gurupi - Anápolis - Goiânia - São José do Rio Preto - Livramento   | Rodovia Transbrasiliana e Rodovia Belém-Brasília            | BR-153 e parte das rodovias: BR-226, BR-230, BR-010, BR-316 e BR-308 |
| BR-15  | Macapá - Oiapoque                                                                      | -                                                           | BR-156                                                               |
| BR-16  | Santarém - Cuiabá - Campo Grande                                                       | Rodovia Cuiabá-Santarém (parte)                             | BR-163                                                               |
| BR-17  | Boa Vista - Divisa com Venezuela                                                       | -                                                           | BR-174                                                               |
| BR-18  | Anápolis - Barreiras - Teresina - BR-8                                                 | -                                                           | BR-020, BR-135                                                       |
| BR-19  | Goiânia - Cruz Alta                                                                    | -                                                           | BR-154                                                               |
| BR-20  | Estância - Seabra - Bom Jesus da Lapa                                                  | -                                                           | BA-156                                                               |
| BR-21  | São Luís - Barra do Corda - Porto Franco                                               | -                                                           | MA-336                                                               |
| BR-22  | Fortaleza - Teresina - Belém                                                           | -                                                           | BR-222                                                               |
| BR-23  | João Pessoa - Piripiri - São Luís                                                      | -                                                           | -                                                                    |
| BR-24  | Cajazeiras - Picos - Carolina                                                          | -                                                           | BR-230                                                               |
| BR-25  | Recife - Parnamirim - Remanso                                                          | -                                                           | BR-232                                                               |
| BR-26  | Maceió - Petrolândia - Picos                                                           | -                                                           | BR-316                                                               |
| BR-27  | Aracaju - Juazeiro                                                                     | -                                                           | BR-235                                                               |
| BR-28  | Salvador - Feira de Santana - Barreiras - Ilha do Bananal                              | -                                                           | BR-324, BR-242                                                       |
| BR-29  | Cuiabá - Porto Velho - Cruzeiro do Sul - Fronteira com o Peru                          | -                                                           | BR-364                                                               |
| BR-30  | Cuiabá - Cáceres - Mato Grosso                                                         | -                                                           | BR-174                                                               |
| BR-31  | Vitória - Belo Horizonte - Uberaba - Cuiabá                                            | -                                                           | BR-262                                                               |
| BR-32  | São João da Barra - Campos - Muriaé - Juiz de Fora - Caxambu - São Carlos - Araraquara | Rodovia Vital Brazil (entre Juiz de Fora e Poços de Caldas) | BR-267                                                               |
| BR-33  | Santos - São Paulo - São Carlos - Araraquara - Campo Grande - Corumbá                  | -                                                           | BR-050, BR-267, BR-364                                               |
| BR-34  | São Paulo - Ourinhos - Porto Murtinho                                                  | -                                                           | BR-374                                                               |
| BR-35  | Paranaguá - Curitiba - Foz do Iguaçu                                                   | -                                                           | BR-277                                                               |
| BR-36  | Florianópolis - Lajes - São Miguel do Oeste                                            | -                                                           | BR-282                                                               |
| BR-37  | Porto Alegre - São Gabriel - Uruguaiana                                                | -                                                           | BR-290                                                               |
| BR-38  | Pelotas - Bagé - Uruguaiana                                                            | -                                                           | BR-293                                                               |
| BR-39  | Feira de Santana - Bom Jesus - Araguacema                                              | -                                                           | BR-324, BR-235                                                       |
| BR-40  | Ilhéus - Vitória da Conquista - Posse                                                  | -                                                           | BR-030, BR-349                                                       |
| BR-41  | Montes Claros - Formosa - Cuiabá                                                       | -                                                           | BR-251                                                               |
| BR-42  | Ilhéus - Montes Claros - Patos de Minas - Paranaíba                                    | -                                                           | BR-365                                                               |
| BR-43  | Vacaria - Carazinho - São Borja                                                        | -                                                           | BR-285                                                               |
| BR-44  | Xorozinho - Alencar                                                                    | -                                                           | -                                                                    |
| BR-45  | São Roque do Paraguaçu - Castro Alves (Bahia) - Itaberaba                              | -                                                           | BR-242                                                               |
| BR-46  | Campinho - Jequié - Seabra - Bom Jesus                                                 | -                                                           | BR-330                                                               |
| BR-47  | Campinho - Bom Jesus - Formosa                                                         | -                                                           | BR-349                                                               |
| BR-48  | Porto Seguro - Araçuaí                                                                 | -                                                           | BR-367                                                               |
| BR-49  | Linhares - Governador Valadares - Curvelo                                              | -                                                           | BR-259                                                               |
| BR-50  | BR-2 - Curitibanos - Bagé - Serrilhada                                                 | -                                                           | -                                                                    |
| BR-51  | Peritoró - Bertolínea                                                                  | -                                                           | -                                                                    |
| BR-52  | Teresina - Petrolina                                                                   | -                                                           | BR-407                                                               |
| BR-53  | Russas - Cabedelo                                                                      | -                                                           | BR-405                                                               |
| BR-54  | Jataí - Monte Alegre de Minas                                                          | -                                                           | BR-452                                                               |
| BR-55  | São Paulo - Belo Horizonte                                                             | Rodovia Fernão Dias                                         | BR-381                                                               |
| BR-56  | Frutal - Matão - Araraquara                                                            | -                                                           | BR-364                                                               |
| BR-57  | Barra Mansa - Três Rios - Sapucaia                                                     | Rodovia Lúcio Meira                                         | BR-393                                                               |
| BR-58  | Resende - Caxambu                                                                      | Rodovia Rio-Sul de Minas                                    | BR-354                                                               |
| BR-59  | Curitiba - Florianópolis - Porto Alegre                                                | -                                                           | BR-101                                                               |
| BR-60  | Boa Vista - Guiana Inglesa                                                             | -                                                           | BR-401                                                               |
| BR-61  | Itaituba - BR-16                                                                       | -                                                           | BR-230                                                               |
| BR-62  | Jatobal - BR-14                                                                        | -                                                           | BR-101                                                               |
| BR-63  | São Roque do Paraguaçu - BR-5 - Jiquiriçá - BR-4                                       | -                                                           | BR-420                                                               |
| BR-64  | Jaguaribe - Currais Novos                                                              | -                                                           | BR-226                                                               |
| BR-65  | Paulo Afonso - Guaranhuns - Caruaru                                                    | -                                                           | BR-232                                                               |
| BR-66  | Tucano (BR-13) - Ribeira do Pombal (BR-12)                                             | -                                                           | BR-101                                                               |
| BR-67  | Porto Artur - Vale do Rio Xingu                                                        | -                                                           | BR-242                                                               |
| BR-68  | Lepoldina - Bicas - Juiz de Fora                                                       | -                                                           | BR-267                                                               |
| BR-69  | Governador Valadares - Montes Claros - Barreiras                                       | -                                                           | BR-451                                                               |
| BR-70  | Espinosa - Salinas - BR-4                                                              | -                                                           | BR-342                                                               |
| BR-71  | Uberlândia - Monte Alegre de Minas - Canal de São Simão                                | -                                                           | BR-365                                                               |
| BR-72  | Jataí - Xavantina                                                                      | -                                                           | BR-158                                                               |
| BR-73  | Linhares - Teófilo Otoni                                                               | -                                                           | BR-342                                                               |
| BR-74  | Aquidauana - Nioaque - Bela Vista                                                      | -                                                           | BR-419                                                               |
| BR-75  | Bragança - Poços de Caldas - Patos de Minas                                            | -                                                           | BR-146                                                               |
| BR-76  | Lorena - Itajubá - Pouso Alegre - Poços de Caldas                                      | -                                                           | BR-459                                                               |
| BR-77  | Pindamonhangaba - Campos do Jordão - Itajubá - Caxambu - São João Del Rey              | -                                                           | BR-383                                                               |
| BR-78  | Cambuquira - Lambari - São Lourenço                                                    | -                                                           | BR-460                                                               |
| BR-79  | Cruzeiro - Itanhandu - Pouso Alto - Vidinha                                            | -                                                           | BR-459                                                               |
| BR-80  | Muriaé - Barbacena - Lavras - Nepomuceno                                               | -                                                           | BR-265                                                               |
| BR-81  | Ijuí - Santiago - Itaqui                                                               | -                                                           | BR-277, BR-287, BR-472                                               |
| BR-82  | Leopoldina - Ubá - Ponte Nova - São Domingos do Prata                                  | -                                                           | BR-120                                                               |
| BR-83  | Areal - Além Paraíba - Leopoldina                                                      | -                                                           | BR-116                                                               |
| BR-84  | Venda das Pedras - São Fidélis - Campos                                                | -                                                           | BR-492                                                               |
| BR-85  | Niterói - Manilha                                                                      | Rodovia Niterói-Manilha                                     | BR-101, RJ-104                                                       |
| BR-86  | Rio Brilhante - Dourados - Ponta Porã                                                  | -                                                           | BR-463                                                               |
| BR-87  | Ourinhos - Londrina - Cascavel                                                         | -                                                           | BR-369                                                               |
| BR-88  | Papanduva - Blumenau - Itajaí                                                          | -                                                           | BR-463                                                               |
| BR-89  | Lajes - Blumenau - Joinville - São Francisco do Sul                                    | -                                                           | BR-282, BR-486, BR-101                                               |
| BR-90  | Lajes - Tubarão                                                                        | -                                                           | BR-475                                                               |
| BR-91  | São Gabriel - Bagé - Aceguá                                                            | -                                                           | BR-473                                                               |
| BR-92  | Pelotas - Chuí                                                                         | -                                                           | BR-471                                                               |
| BR-93  | Porto Velho - Lábrea - Humaitá                                                         | -                                                           | BR-319                                                               |
| BR-94  | Jati - Parnamirim                                                                      | -                                                           | -                                                                    |
| BR-95  | Corumbá de Goiás - Niquelândia - Paraná                                                | -                                                           | -                                                                    |
| BR-96  | Sobral - Cocal - Luzilândia - Urbano dos Santos                                        | -                                                           | -                                                                    |
| BR-97  | Paulo Afonso - Macuraré - Curaçá                                                       | -                                                           | -                                                                    |
| BR-99  | Sete Lagoas - Abaeté - Patos de Minas                                                  | -                                                           | -                                                                    |
| BR-100 | Sítio Campos - Manari - BR-26                                                          | -                                                           | -                                                                    |
| BR-101 | Pão de Açúcar (Pernambuco) - Santa Cruz do Capibaribe - Congo Sumé                     | -                                                           | PE-160, PB-214                                                       |
| BR-102 | Garanhus - Afogados do Ingazeiro                                                       | -                                                           | BR-424                                                               |
| BR-103 | João Neiva - Colatina - Aimorés - BR-4                                                 | -                                                           | BR-259                                                               |
| BR-104 | Curitiba - Ponta Grossa - Apucarana - Maringá - BR-34                                  | Rodovia do Café                                             | BR-376                                                               |
| BR-105 | BR-14 - Júlio de Castilhos - Lagoa Vermelha                                            | -                                                           | -                                                                    |